# Rio 40 Graus (canção)
"Rio 40 Graus" é uma canção composta por Fernanda Abreu, Fausto Fawcett e Laufer e gravada por Abreu no álbum SLA 2 Be Sample de 1992. É considerada um dos clássicos da música pop brasileira.

## Informação
A canção, nomeada após o filme de mesmo nome, que faz uma referência às temperaturas alcançadas no verão da cidade do Rio de Janeiro na escala Celsius, narra os diferentes cotidianos da cidade. A cidade é descrita no primeiro e mais conhecido verso como sendo um "purgatório da beleza e do caos", devido à sua beleza natural e, ao mesmo tempo, possuir um elevado índice de violência urbana, o que é comum nas cidades brasileiras. Há também, neste mesmo verso, uma referência à canção "Cidade Maravilhosa" de André Filho, cujo título virou o mais famoso apelido da cidade. Já no segundo verso há uma referências aos "governos misturados, camuflados, paralelos, sorrateiros" da cidade, que, mais tarde são revelados como sendo o governo oficial, as milícias e as facções que controlam o tráfico de drogas, a classe média e as emissoras de televisão que têm sede na cidade (principalmente a Rede Globo), entre outros.
Há, no final da canção, um sample da canção "Soy Loco Por Ti América" de Caetano Veloso e do clássico "Aquele Abraço" de Gilberto Gil.